# Willy Pabst
Willy Pabst (* 10. November 1904 in Jena; † nach 1984) war ein deutscher Parteifunktionär (KPD/SED), Verfolgter des Naziregimes und Landespolitiker.

## Leben
Pabst absolvierte nach dem Besuch der Volksschule eine Lehre als Sattler. 1920 trat er in die Gewerkschaft ein. 1923 schloss er sich dem Kommunistischen Jugendverband Deutschlands (KJVD) an und wurde 1925 Mitglied der Kommunistischen Partei (KPD). Seit Mitte der 1920er Jahre arbeitete er als Sattler in Gotha. Bei den innerparteilichen Auseinandersetzungen 1928/29 vertrat er die Linie des KPD-Zentralkomitees. Von 1929 bis 1933 war er Vorsitzender der KPD-Fraktion im Gothaer Stadtrat.
Nach der Machtübertragung an die NSDAP 1933 wurde er kurzzeitig verhaftet, arbeitete aber danach illegal weiter gegen das NS-Regime. 1934 wurde er zu einer mehrjährigen Haftstrafe verurteilt, die er im Gefängnis und im KZ Buchenwald zubrachte. 1939 war er entlassen worden und arbeitete ab 1943 wieder als Sattler. Im Zuge der „Aktion Gitter“ im August 1944 wurde er wieder im KZ Buchenwald bis zur Befreiung des Lagers interniert.
Als die NS-Herrschaft beseitigt war, wurde er Politischer Sekretär der KPD-Ortsgruppe Gotha und ab Juli 1945 Mitglied der erweiterten KPD-Bezirksleitung. 1946 wurde er der SED-Kreisvorsitzende von Gotha. Seit September 1948 war er Hauptabteilungsleiter und ab Juli 1949 persönlicher Referent des Thüringer Wirtschaftsministers Hüttenrauch. 1950 war er als Vorsitzender des Verbandes thüringischer Konsum-Genossenschaften Spitzenkandidat der Genossenschaften in Thüringen zur Volkskammerwahl und war dann bis 1954 Abgeordneter der Volkskammer. Von Mai 1953 bis Januar 1954 war er als Nachfolger von Karl Gaile Leiter der Abteilung Handel, Versorgung und Leichtindustrie des Zentralkomitees der SED.
Er lebte zuletzt als Veteran in Gera und wurde im September 1979 mit dem Vaterländischen Verdienstorden in Gold ausgezeichnet.